# Niepełnosprawność intelektualna w stopniu umiarkowanym
Niepełnosprawność intelektualna w stopniu umiarkowanym (upośledzenie umysłowe umiarkowane, dawniej imbecylizm – nazwa niestosowana z uwagi na negatywne znaczenie w języku potocznym) – funkcjonowanie intelektualne dorosłego człowieka na poziomie do 9. roku życia. W okresie przedszkolnym istnieją trudności z nabywaniem reguł społecznych (lojalność, współdziałanie), a także niezręczność fizyczna, powolny rozwój motoryczny. Poza tym do 9. roku życia rozwój jest prawidłowy. Osoby takie mogą nabywać umiejętności samoobsługowe, nie gubią się w dobrze znanym terenie, mogą pracować w zakładach pracy chronionej. 